# Jeffrey Chiesa

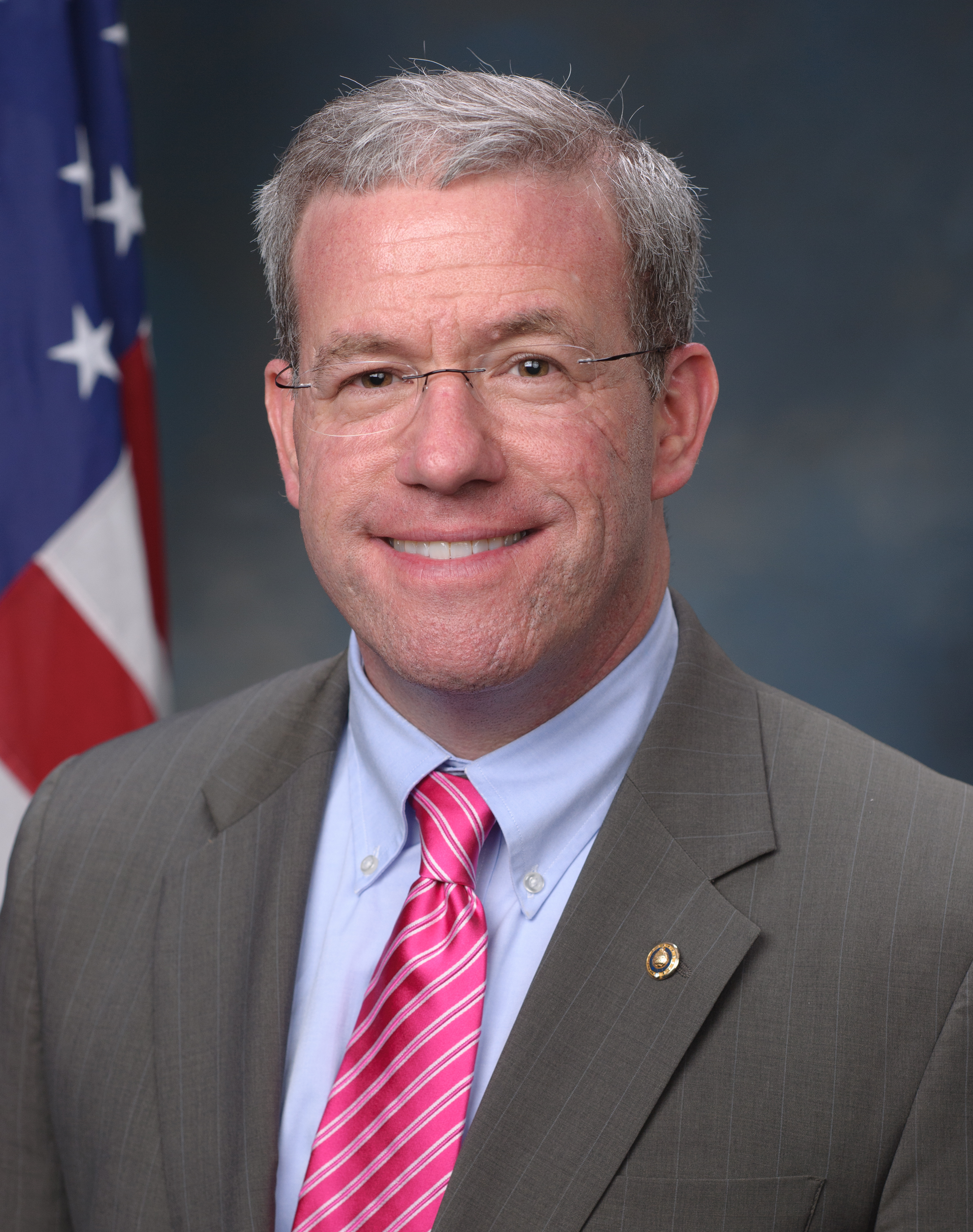
Jeffrey Chiesa (2013)

Jeffrey Scott Chiesa (* 22. Juni 1965 in Bound Brook, New Jersey) ist ein amerikanischer Politiker (Republikanische Partei).
Von 2012 bis 2013 war er Justizminister (Attorney General) des Bundesstaates New Jersey. Am 6. Juni 2013 teilte Gouverneur Chris Christie mit, dass er Chiesa mit Wirkung zum 10. Juni 2013 zum US-Senator für New Jersey ernenne und damit zum Nachfolger des Anfang Juni verstorbenen US-Senators Frank Lautenberg mache. Chiesa kündigte sogleich an, bei der im Oktober 2013 folgenden außerordentlichen Nachwahl für diesen Senatssitz nicht anzutreten und bekleidete das Amt somit nur interim bis zur Vereidigung des dabei bestimmten Nachfolgers. Bei dieser Nachwahl am 16. Oktober 2013 setzte sich der demokratische Politiker Cory Booker durch; mit seiner Vereidigung am 31. Oktober 2013 endete Chiesas Amtszeit im Senat. Chiesa schließt es nicht aus, in Zukunft für ein politisches Amt zu kandidieren.
Chiesa zog sich aus der Politik zurück und wurde Anwalt in der achtgrößten Anwaltskanzlei New Jerseys, der Wolff & Samson PC, die als eine der führenden Politikberatungen des Bundesstaates gilt. Deren Inhaber David Samson (* 1939), ein früherer Attorney General des Bundesstaates und ein wichtiger Förderer der politischen Karriere Chris Christies, hatte die Leitung der New Yorker Hafenbehörde von 2011 an innegehabt und sie im April 2014 offenbar im Zusammenhang mit dem „Bridgegate“-Skandal der Regierung Christie aufgeben. Im April 2015 gab Samson auch die Führung der Firma auf; für ihn rückte Chiesa als Co-Vorsitzender des Executive Committee nach, das Unternehmen trägt seitdem den Namen „Chiesa Shahinian & Giantomasi PC“.